# Zappen

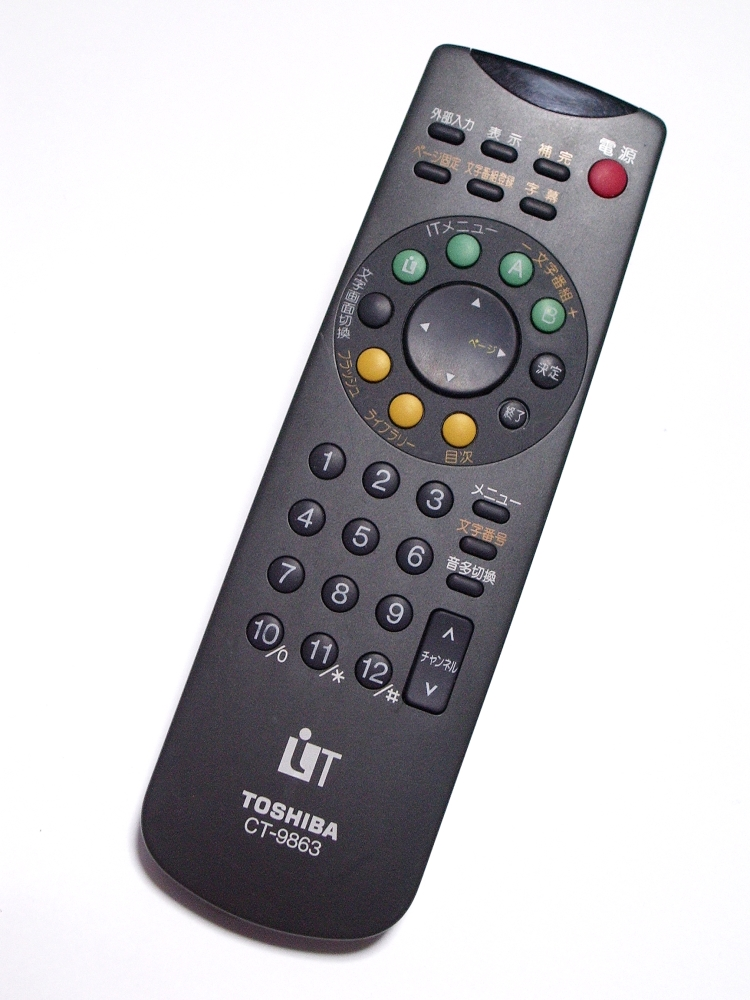
Afstandsbediening

Zappen is een manier van televisiekijken waarbij vaak van kanaal wordt gewisseld, met het doel iets interessants te vinden. Een vaak voorkomende praktijk is het zappen gedurende reclameboodschappen.
Zappen heeft een hoge vlucht genomen dankzij het op grote schaal beschikbaar komen van de draadloze afstandsbediening, het grote aantal zenders en reclame. Deze laatste is vaak de reden om naar een ander kanaal over te schakelen.
In 1992 bracht de Amerikaanse rockmuzikant Bruce Springsteen de single 57 Channels (And Nothin' On) uit.
Het woord zappen belandde – waarschijnlijk in de jaren tachtig, – uit het Amerikaans-Engels in het Nederlands; het is afgeleid van het geluid van een kogel weergevende onomatopee zap die voor het eerst geregistreerd werd in 1929. Volgens veel striptekenaars maakt de afstandsbediening het geluid "zap - zap - zap".

## Zwerfafval
Sinds de 21e eeuw wordt zappen ook als afgekort werkwoord gebruikt voor de werkzaamheden, die Zappers verrichten: ZwerfAfvalPakken. Vrijwilligers die zich ergeren aan het vele zwerfafval en met knijper en vuilniszak de straten en bermen opruimen.